# Јозеф Бек
Јозеф Бек (пољ. Józef Beck; пољски:  ( слушај); 4. октобар 1894 – 5. јун 1944) је био пољски државник који је служио током Друге пољске републике као дипломата и официр у војсци. Био је блиски сарадник Јозефа Пилсудског. Јозеф Бек је најпознатији по томе што је био министар спољних послова Пољске током 1930их, када је у великој мери одређивао пољску спољну политику.
Покушао је да оствари сан Пилсудског, да Пољска постане лидер регионалне коалиције, али га у великој мери нису волеле и нису му веровале стране владе. Био је умешан у територијалне спорове са Литванијом и Чехословачком. Како се његова држава нашла између две велике, непријатељски настројене силе — Немачке и Совјетског Савеза — Бек је у неким тренуцима покушавао да им се приближи а некада им је пркосио, покушавајући да искористи њихов међусобни антагонизам. Како ова стратегија није била успешна, формирао је савез са Великом Британијом и Француском, али упркос узајамним споразумима, оне нису пружиле ефективну помоћ Пољској. 1939, када су Немачка и Совјетски Савез заједнички напали Пољску, Бек и остатак његове владе су се евакуисали у Румунију.